# Зеленопетниста каскадница
Зеленопетниста каскадница (Amolops viridimaculatus) е вид земноводно от семейство Водни жаби (Ranidae). Видът е почти застрашен от изчезване.

## Разпространение
Разпространен е във Виетнам, Индия и Китай.